# Saint-Avit-de-Vialard
Pour les articles homonymes, voir Saint-Avit.
Saint-Avit-de-Vialard est une commune française située dans le département de la Dordogne, en région Nouvelle-Aquitaine.

## Géographie

### Généralités
Au sud-est du département de la Dordogne, dans la partie ouest du Périgord noir, la commune de Saint-Avit-de-Vialard est proche du Bergeracois et du Périgord central.
Le village de Saint-Avit-de-Vialard, à l'écart des routes principales, se situe, en distances orthodromiques, cinq kilomètres au nord-ouest du Bugue et quinze kilomètres au sud-est de Vergt.
Le territoire communal est traversé au sud sur quelques centaines de mètres par la route départementale 703.

### Communes limitrophes
Saint-Avit-de-Vialard est limitrophe de quatre autres communes.
|                          |                       | Journiac |
| Val de Louyre et Caudeau | Saint-Avit-de-Vialard |          |
|                          | Paunat                | Le Bugue |

### Géologie et relief

#### Géologie
Situé sur la plaque nord du Bassin aquitain et bordé à son extrémité nord-est par une frange du Massif central, le département de la Dordogne présente une grande diversité géologique. Les terrains sont disposés en profondeur en strates régulières, témoins d'une sédimentation sur cette ancienne plate-forme marine. Le département peut ainsi être découpé sur le plan géologique en quatre gradins différenciés selon leur âge géologique. Saint-Avit-de-Vialard est située dans le troisième gradin à partir du nord-est, un plateau formé de calcaires hétérogènes du Crétacé.
Les couches affleurantes sur le territoire communal sont constituées de formations superficielles du Quaternaire et de roches sédimentaires datant pour certaines du Cénozoïque, et pour d'autres du Mésozoïque. La formation la plus ancienne, notée c5c, date du Campanien 3, une alternance de marnes à glauconie et de calcaires crayo-marneux jaunâtres. La formation la plus récente, notée CFvs, fait partie des formations superficielles de type colluvions carbonatées de vallons secs : sable limoneux à débris calcaires et argile sableuse à débris. Le descriptif de ces couches est détaillé dans  la feuille « no 807 - Le Bugue » de la carte géologique au 1/50 000 de la France métropolitaine, et sa notice associée.

Carte géologique de Saint-Avit-de-Vialard.

#### Relief et paysages
Le département de la Dordogne se présente comme un vaste plateau incliné du nord-est (491 m, à la forêt de Vieillecour dans le Nontronnais, à Saint-Pierre-de-Frugie) au sud-ouest (2 m à Lamothe-Montravel). L'altitude du territoire communal varie quant à elle entre 113 mètres au sud-est, en limite de la commune du Bugue, près du lieu-dit le Reclaud, et 251 mètres au nord-est du territoire communal, au sud-est du lieu-dit La Font du But, en limite de la commune de Journiac.
Dans le cadre de la Convention européenne du paysage entrée en vigueur en France le 1er juillet 2006, renforcée par la loi du 8 août 2016 pour la reconquête de la biodiversité, de la nature et des paysages, un atlas des paysages de la Dordogne a été élaboré sous maîtrise d’ouvrage de l’État et publié en octobre 2020. Les paysages du département s'organisent en huit unités paysagères,. La commune fait partie du Périgord noir, un paysage vallonné et forestier, qui ne s’ouvre que ponctuellement autour de vallées-couloirs et d’une multitude de clairières de toutes tailles. Il s'étend du nord de la Vézère au sud de la Dordogne (en amont de Lalinde) et est riche d’un patrimoine exceptionnel.
La superficie cadastrale de la commune publiée par l'Insee, qui sert de référence dans toutes les statistiques, est de 8,45 km2,,. La superficie géographique, issue de la BD Topo, composante du Référentiel à grande échelle produit par l'IGN, est quant à elle de 8,85 km2.

### Hydrographie

#### Réseau hydrographique
La commune est située dans le bassin de la Dordogne au sein du Bassin Adour-Garonne. Aucun cours d'eau permanent n'est répertorié sur la commune,.

#### Gestion et qualité des eaux

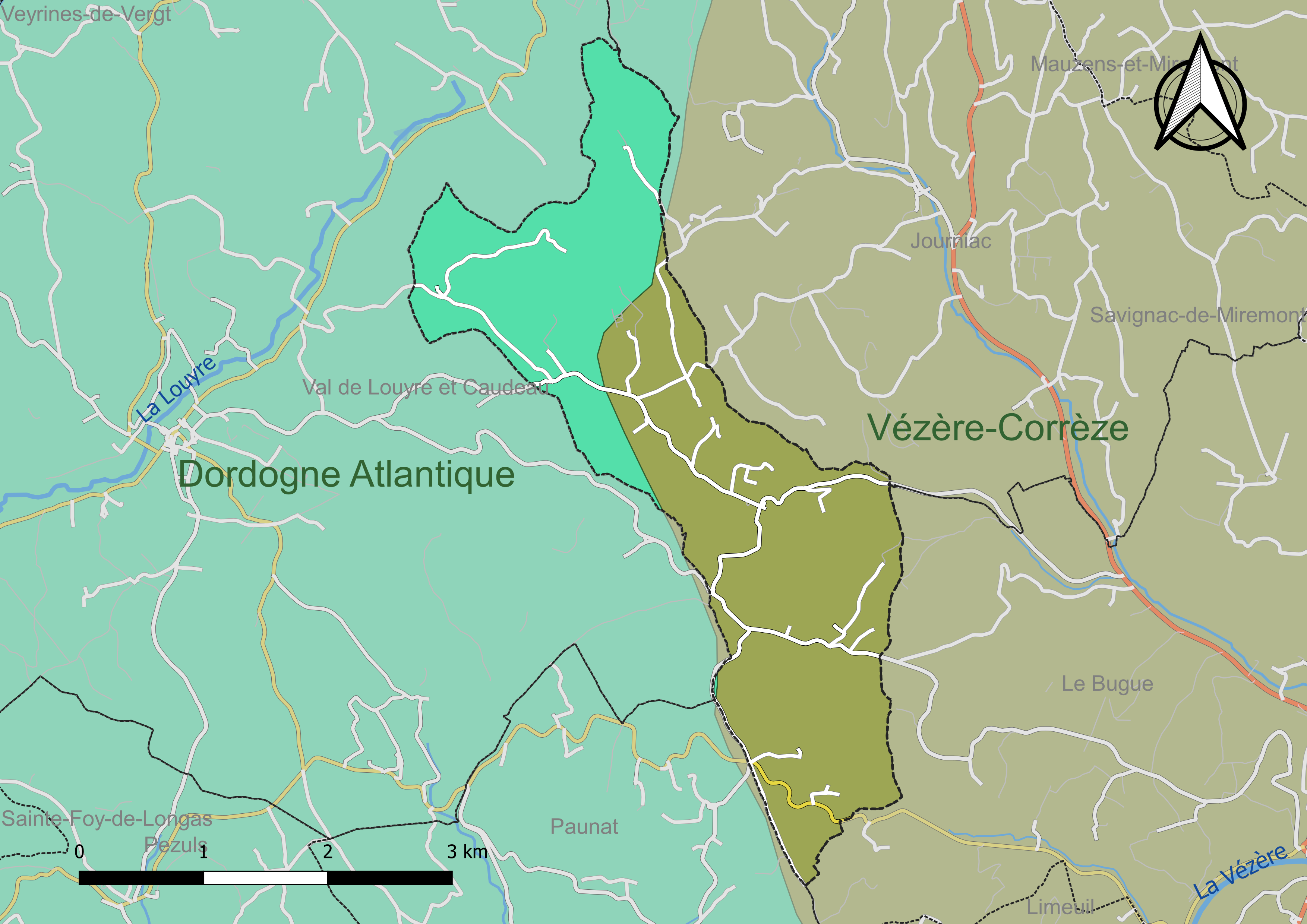
Carte des schémas d'aménagement et de gestion des eaux (SAGE) couvrant le territoire communal de Saint-Avit-de-Vialard.

Bien qu'aucun cours d'eau ne baigne la commune, celle-ci est néanmoins couverte par les schémas d'aménagement et de gestion des eaux (SAGE) « Dordogne atlantique » et « Vézère-Corrèze » pour les eaux de ruissellement et les eaux souterraines. Le SAGE « Dordogne Atlantique », dont le territoire correspond au sous‐bassin le plus aval du bassin versant de la Dordogne (aval de la confluence Dordogne - Vézère), d'une superficie de 2 700 km2 est en cours d'élaboration. La structure porteuse de l'élaboration et de la mise en œuvre est l'établissement public territorial de bassin de la Dordogne (EPIDOR). Le SAGE « Vézère-Corrèze », dont le territoire regroupe les bassins versants de la Vézère et de la Corrèze, d'une superficie de 3 730 km2 est en cours d'élaboration. La structure porteuse de l'élaboration et de la mise en œuvre est le conseil départemental de la Corrèze. Ils définissent chacun sur leur territoire les objectifs généraux d’utilisation, de mise en valeur et de protection quantitative et qualitative des ressources en eau superficielle et souterraine, en respect des objectifs de qualité définis dans le troisième SDAGE du Bassin Adour-Garonne qui couvre la période 2022-2027, approuvé le 10 mars 2022.
Au sud, plus de 60 % du territoire communal dépend du SAGE Vézère-Corrèze. La zone restante au nord est rattachée au SAGE Dordogne atlantique.

### Climat
Pour des articles plus généraux, voir Climat de la Nouvelle-Aquitaine et Climat de la Dordogne.
Historiquement, la commune est exposée à un climat océanique aquitain.  
En 2020, Météo-France publie une typologie des climats de la France métropolitaine dans laquelle la commune est exposée à un climat océanique altéré et est dans la région climatique  Aquitaine, Gascogne, caractérisée par une pluviométrie abondante au printemps, modérée en automne, un faible ensoleillement au printemps, un été chaud (19,5 °C), des vents faibles, des brouillards fréquents en automne et en hiver et des orages fréquents en été (15 à 20 jours).
Pour la période 1971-2000, la température annuelle moyenne est de 12,1 °C, avec  une amplitude thermique annuelle de 15,2 °C. Le cumul annuel moyen de précipitations est de 936 mm, avec 12,4 jours de précipitations en janvier et 7 jours en juillet. Pour la période 1991-2020, la température moyenne annuelle observée sur la station météorologique la plus proche, située sur la commune de Pays de Belvès à 21 km à vol d'oiseau, est de 13,0 °C et le cumul annuel moyen de précipitations est de 888,2 mm,. Pour l'avenir, les paramètres climatiques de la commune estimés pour 2050 selon différents scénarios d’émission de gaz à effet de serre sont consultables sur un site dédié publié par Météo-France en novembre 2022.

## Urbanisme

### Typologie
Au 1er janvier 2024, Saint-Avit-de-Vialard est catégorisée commune rurale à habitat très dispersé, selon la nouvelle grille communale de densité à 7 niveaux définie par l'Insee en 2022.
Elle est située hors unité urbaine et hors attraction des villes,.

### Occupation des sols
L'occupation des sols de la commune, telle qu'elle ressort de la base de données européenne d’occupation biophysique des sols Corine Land Cover (CLC), est marquée par l'importance des forêts et milieux semi-naturels (64,4 % en 2018), une proportion identique à celle de 1990 (64,4 %). La répartition détaillée en 2018 est la suivante : 
forêts (64,4 %), prairies (30,3 %), zones agricoles hétérogènes (5,3 %). L'évolution de l’occupation des sols de la commune et de ses infrastructures peut être observée sur les différentes représentations cartographiques du territoire : la carte de Cassini (XVIIIe siècle), la carte d'état-major (1820-1866) et les cartes ou photos aériennes de l'IGN pour la période actuelle (1950 à aujourd'hui).

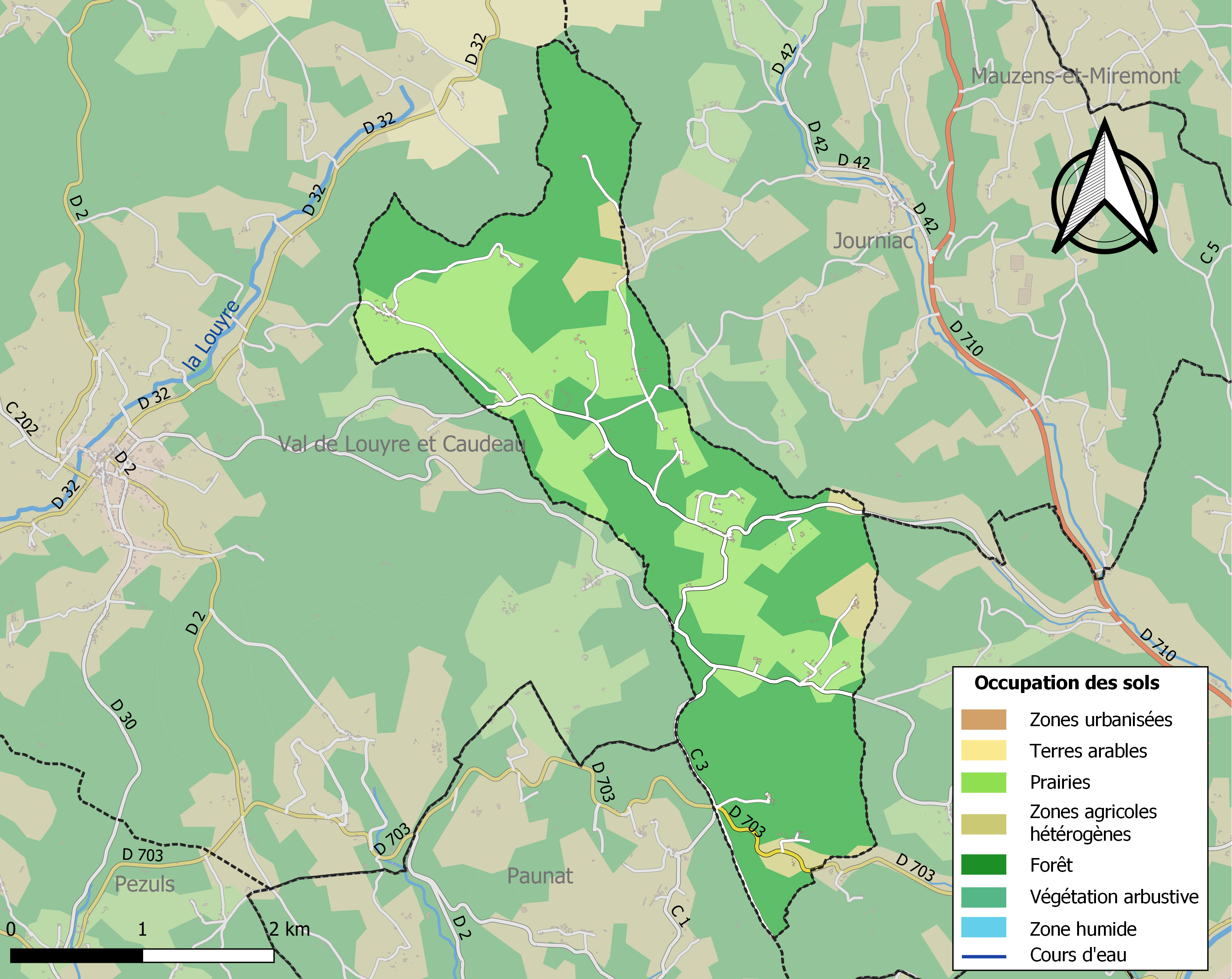
Carte des infrastructures et de l'occupation des sols de la commune en 2018 (CLC).

### Villages, hameaux, lieux-dits
Outre le petit bourg de Saint-Avit-de-Vialard proprement dit, la commune est composée d'autres villages ou hameaux, ainsi que de lieux-dits :
- Belle-Oreille
- Belpech
- Bournical
- la Brunie
- Cavialle
- Constant
- la Cornédie
- les Fieux
- Fongauffier
- la Font du But
- Gabernat
- le Lac Noir
- les Landettes
- Lapoujelie
- Lavalade
- Leymandie
- Malefont
- la Mouthe
- les Sablières
- Vialard.

### Prévention des risques
Le territoire de la commune de Saint-Avit-de-Vialard est vulnérable à différents aléas naturels : météorologiques (tempête, orage, neige, grand froid, canicule ou sécheresse), feux de forêts, mouvements de terrains et séisme (sismicité très faible). Un site publié par le BRGM permet d'évaluer simplement et rapidement les risques d'un bien localisé soit par son adresse soit par le numéro de sa parcelle.
Saint-Avit-de-Vialard est exposée au risque de feu de forêt. L’arrêté préfectoral du 14 mars 2013 fixe les conditions de pratique des incinérations et de brûlage dans un objectif de réduire le risque de départs d’incendie. À ce titre, des périodes sont déterminées : interdiction totale du 15 février au 15 mai et du 15 juin au 15 octobre, utilisation réglementée du 16 mai au 14 juin et du 16 octobre au 14 février. En septembre 2020, un plan inter-départemental de protection des forêts contre les incendies (PidPFCI) a été adopté pour la période 2019-2029,.

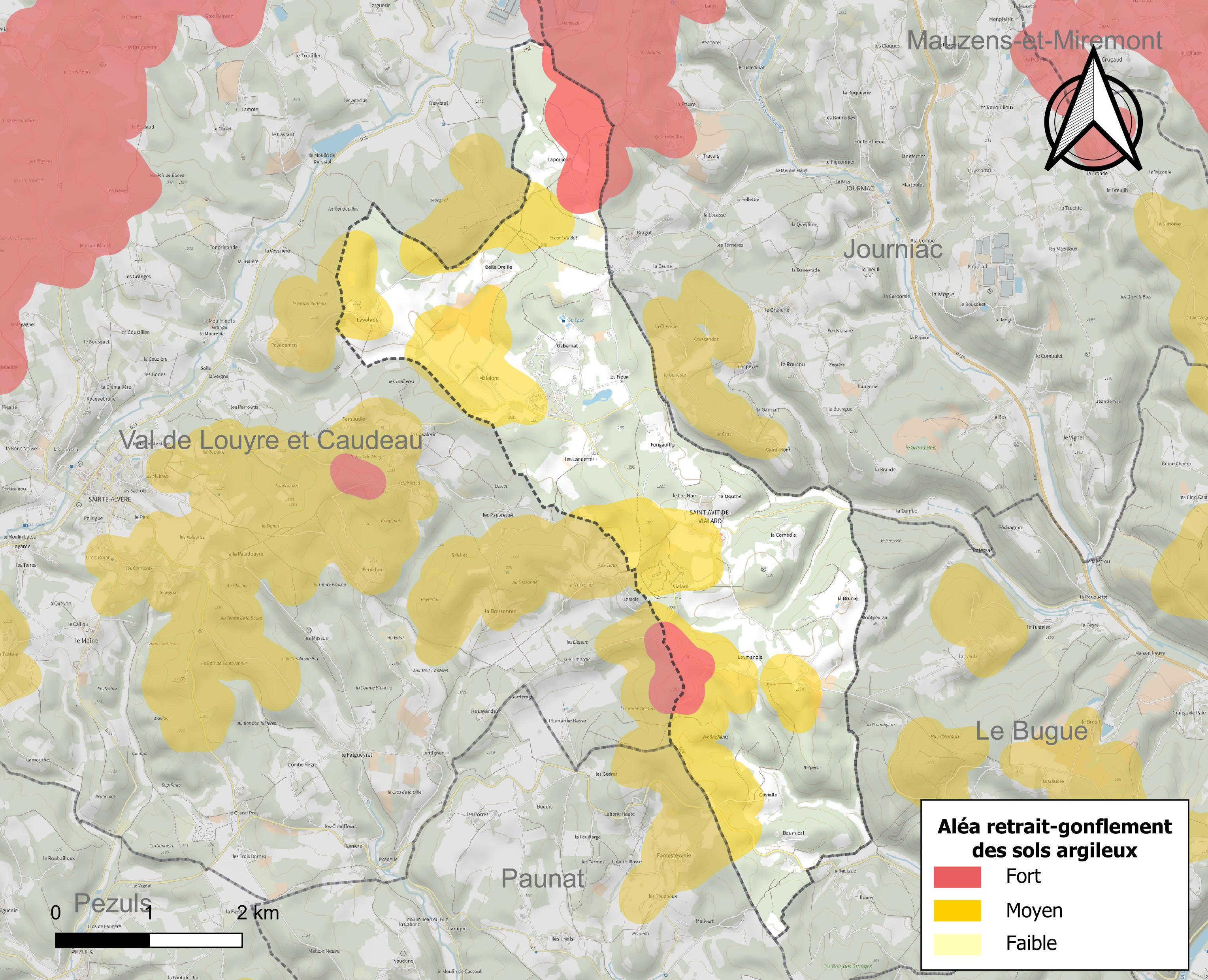
Carte des zones d'aléa retrait-gonflement des sols argileux de Saint-Avit-de-Vialard.

Les mouvements de terrains susceptibles de se produire sur la commune sont des tassements différentiels. Le retrait-gonflement des sols argileux est susceptible d'engendrer des dommages importants aux bâtiments en cas d’alternance de périodes de sécheresse et de pluie. 35,4 % de la superficie communale est en aléa moyen ou fort (58,6 % au niveau départemental et 48,5 % au niveau national métropolitain). Depuis le 1er octobre 2020, en application de la loi ÉLAN, différentes contraintes s'imposent aux vendeurs, maîtres d'ouvrages ou constructeurs de biens situés dans une zone classée en aléa moyen ou fort,.
La commune a été reconnue en état de catastrophe naturelle au titre des dommages causés par les inondations et coulées de boue survenues en 1982 et 1999, par la sécheresse en 2011 et par des mouvements de terrain en 1999.

## Toponymie
Le nom de la commune fait référence à saint Avit, ermite périgordin du VIe siècle. La seconde partie du nom « Vialard » vient de l'occitan « vilar » correspondant à un hameau ou un village, dérivé de villare signifiant « domaine rural ».
En occitan languedocien, la commune porte le nom de Sench Avit de Vialars.

## Histoire
La plus ancienne mention écrite connue du lieu remonte au milieu du XIe siècle sous la forme Sanctus Avitus de Balares.
Sur la carte de Cassini représentant la France entre 1756 et 1789, le village est identifié sous le nom de Saint Avit de Vilars.

## Politique et administration

### Rattachements administratifs et électoraux
Dès 1790, la commune de Saint-Avit-de-Vialard a été rattachée au canton du Bugue qui dépendait du district de Montignac jusqu'en 1795, date de suppression des districts. En 1801, le canton est rattaché a l'arrondissement de Sarlat (devenu l'arrondissement de Sarlat-la-Canéda en 1965).
Dans le cadre de la réforme de 2014 définie par le décret du 21 février 2014, ce canton disparaît aux élections départementales de mars 2015. La commune est alors rattachée au canton de la Vallée de l'Homme, dont le bureau centralisateur est fixé à Montignac.

### Intercommunalité
Fin 2003, Saint-Avit-de-Vialard rejoint la communauté de communes Terre de Cro-Magnon créée trois ans plus tôt. Celle-ci est dissoute au 31 décembre 2013 et remplacée au 1er janvier 2014 par la communauté de communes de la Vallée de l'Homme.

### Administration municipale
La population de la commune étant comprise entre 100 et 499 habitants au recensement de 2017, onze conseillers municipaux ont été élus en 2020,.

### Liste des maires

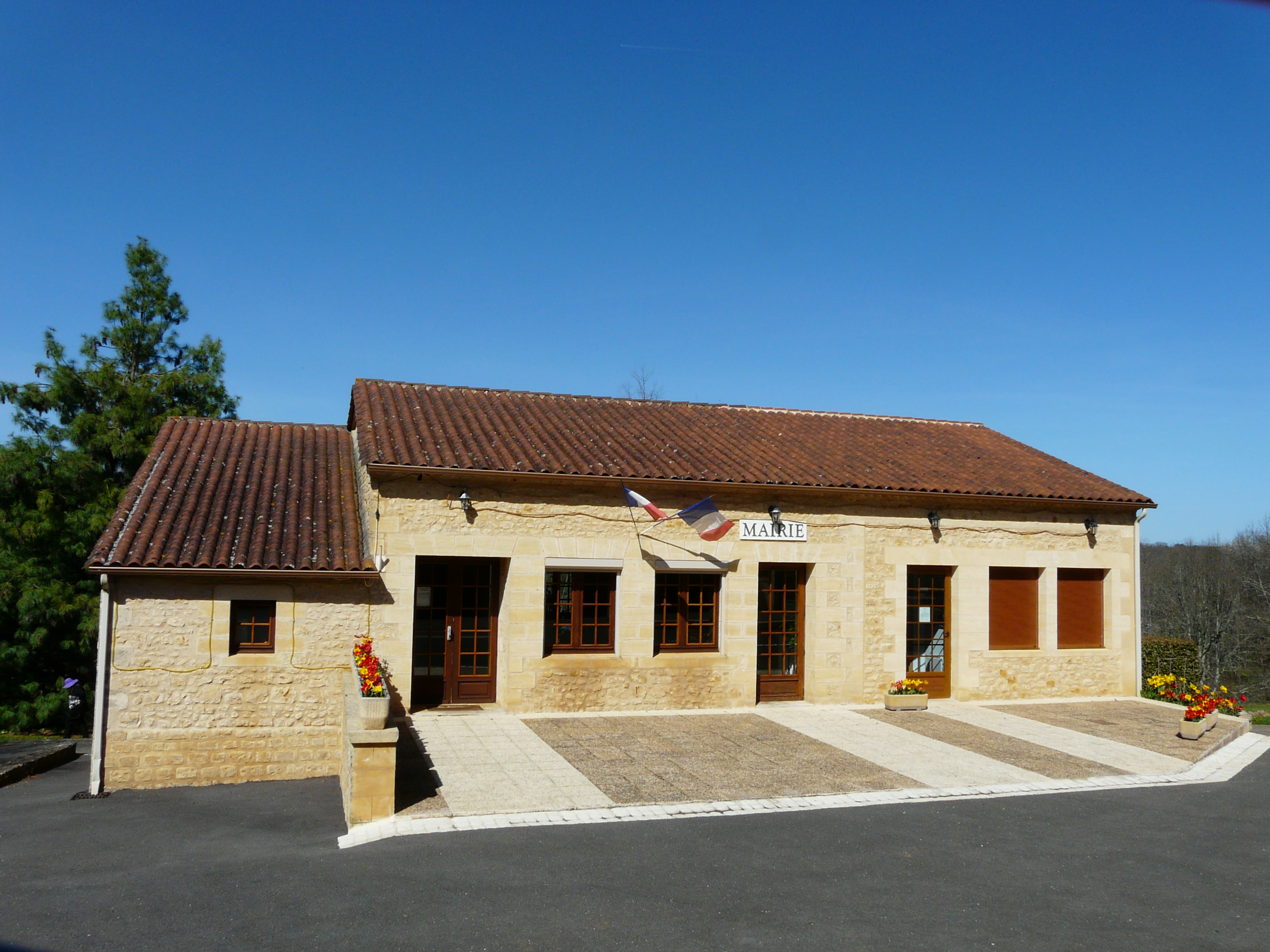
La mairie.

| Période                                  | Période      | Identité               | Étiquette | Qualité                            |
| ---------------------------------------- | ------------ | ---------------------- | --------- | ---------------------------------- |
| Les données manquantes sont à compléter. |              |                        |           |                                    |
|                                          |              |                        |           |                                    |
| (1883 ou avant)                          | 1895         | Charles Andrieu        |           |                                    |
| 1895                                     | avril 1895   | Élie Dumonteil         |           | Adjoint faisant fonctions de maire |
| avril 1895                               | 1903         | Élie Dumonteil         |           |                                    |
| juillet 1903                             | mai 1908     | Oscar Delaye           |           |                                    |
| mai 1908                                 | 1929         | Élie Dumonteil         |           |                                    |
| 1929                                     | 1941         | Jacques (ou A.) Potier |           |                                    |
| 1941                                     | mai 1945     | Jean Lalot             |           |                                    |
| mai 1945                                 | octobre 1947 | Gisson Potier          |           |                                    |
| octobre 1947                             | mai 1953     | Marty Lalot            |           |                                    |
| mai 1953                                 | mars 1959    | Gisson Potier          |           |                                    |
| mars 1959                                | mars 1983    | Marty Lalot            |           |                                    |
| mars 1983                                | mars 1989    | Jean-Claude Bouyssavie |           |                                    |
| mars 1989                                | mars 2014    | Maurice Fontalirant    | SE        | Retraité comptable                 |
| mars 2014                                | mai 2020     | Évelyne Gomez          | DVG       | Fonctionnaire au conseil général   |
| mai 2020                                 | En cours     | Jean-Paul Dubos        | PCF       | Retraité DDE                       |

## Équipements et services publics

### Enseignement
En 2013, Saint-Avit-de-Vialard n'a pas d'école. Au niveau des classes de maternelle et de primaire, les enfants vont soit à Journiac, soit au Bugue.

### Justice
Dans le domaine judiciaire, Saint-Avit-de-Vialard relève : 
- du tribunal de proximité de Sarlat-la-Canéda ;
- du tribunal judiciaire, du tribunal pour enfants, du conseil de prud'hommes et du tribunal de commerce de Bergerac ;
- du pôle Nationalité du tribunal judiciaire de Périgueux (compétent uniquement dans le domaine de la nationalité) ;
- de la cour d'appel et de la  cour administrative d'appel de Bordeaux.

## Population et société

### Démographie
L'évolution du nombre d'habitants est connue à travers les recensements de la population effectués dans la commune depuis 1793. Pour les communes de moins de 10 000 habitants, une enquête de recensement portant sur toute la population est réalisée tous les cinq ans, les populations de référence des années intermédiaires étant quant à elles estimées par interpolation ou extrapolation. Pour la commune, le premier recensement exhaustif entrant dans le cadre du nouveau dispositif a été réalisé en 2006.

En 2022, la commune comptait 151 habitants, en évolution de −4,43 % par rapport à 2016 (Dordogne : +0,37 %, France hors Mayotte : +2,11 %).
| 1793 | 1800 | 1806 | 1821 | 1831 | 1836 | 1841 | 1846 | 1851 |
| ---- | ---- | ---- | ---- | ---- | ---- | ---- | ---- | ---- |
| 366  | 336  | 349  | 320  | 217  | 255  | 291  | 296  | 284  |

| 1856 | 1861 | 1866 | 1872 | 1876 | 1881 | 1886 | 1891 | 1896 |
| ---- | ---- | ---- | ---- | ---- | ---- | ---- | ---- | ---- |
| 273  | 262  | 262  | 217  | 257  | 266  | 219  | 215  | 169  |

| 1901 | 1906 | 1911 | 1921 | 1926 | 1931 | 1936 | 1946 | 1954 |
| ---- | ---- | ---- | ---- | ---- | ---- | ---- | ---- | ---- |
| 183  | 159  | 174  | 146  | 144  | 142  | 148  | 141  | 131  |

| 1962 | 1968 | 1975 | 1982 | 1990 | 1999 | 2006 | 2011 | 2016 |
| ---- | ---- | ---- | ---- | ---- | ---- | ---- | ---- | ---- |
| 123  | 107  | 90   | 100  | 113  | 118  | 132  | 155  | 158  |

| 2021 | 2022 | - | - | - | - | - | - | - |
| ---- | ---- | - | - | - | - | - | - | - |
| 153  | 151  | - | - | - | - | - | - | - |

## Économie

### Emploi
En 2015, parmi la population communale comprise entre 15 et 64 ans, les actifs représentent soixante-neuf personnes, soit 42,6 % de la population municipale. Le nombre de chômeurs (neuf) a augmenté par rapport à 2010 (quatre) et le taux de chômage de cette population active s'établit à 13,4 %.

### Établissements
Au 31 décembre 2015, la commune compte dix-huit établissements, dont six au niveau des commerces, transports ou services, six dans la construction, trois relatifs au secteur administratif, à l'enseignement, à la santé ou à l'action sociale, et trois dans l'agriculture, la sylviculture ou la pêche.

### Entreprises
Dans le secteur des services, parmi les entreprises dont le siège social est en Dordogne, la société « Saint-Avit loisirs » (terrain de camping et parc pour caravanes ou véhicules de loisirs) implantée à Saint-Avit-de-Vialard se classe en 42e position quant au chiffre d'affaires hors taxes en 2015-2016, avec 3 226 k€.

## Culture locale et patrimoine

### Lieux et monuments
- L'église Saint-Avit, romane, date du XIIe siècle[59]. Elle porte des traces d'incendie datant probablement de la guerre de Cent Ans[60]. Longue d'une toise, large d'une aune et épaisse d'un pied, la pierre de l'autel d'origine a été retrouvée lors d'une restauration et remise en place[59].
- Une fontaine en pierre de taille et un lavoir représentent le patrimoine rural[59].

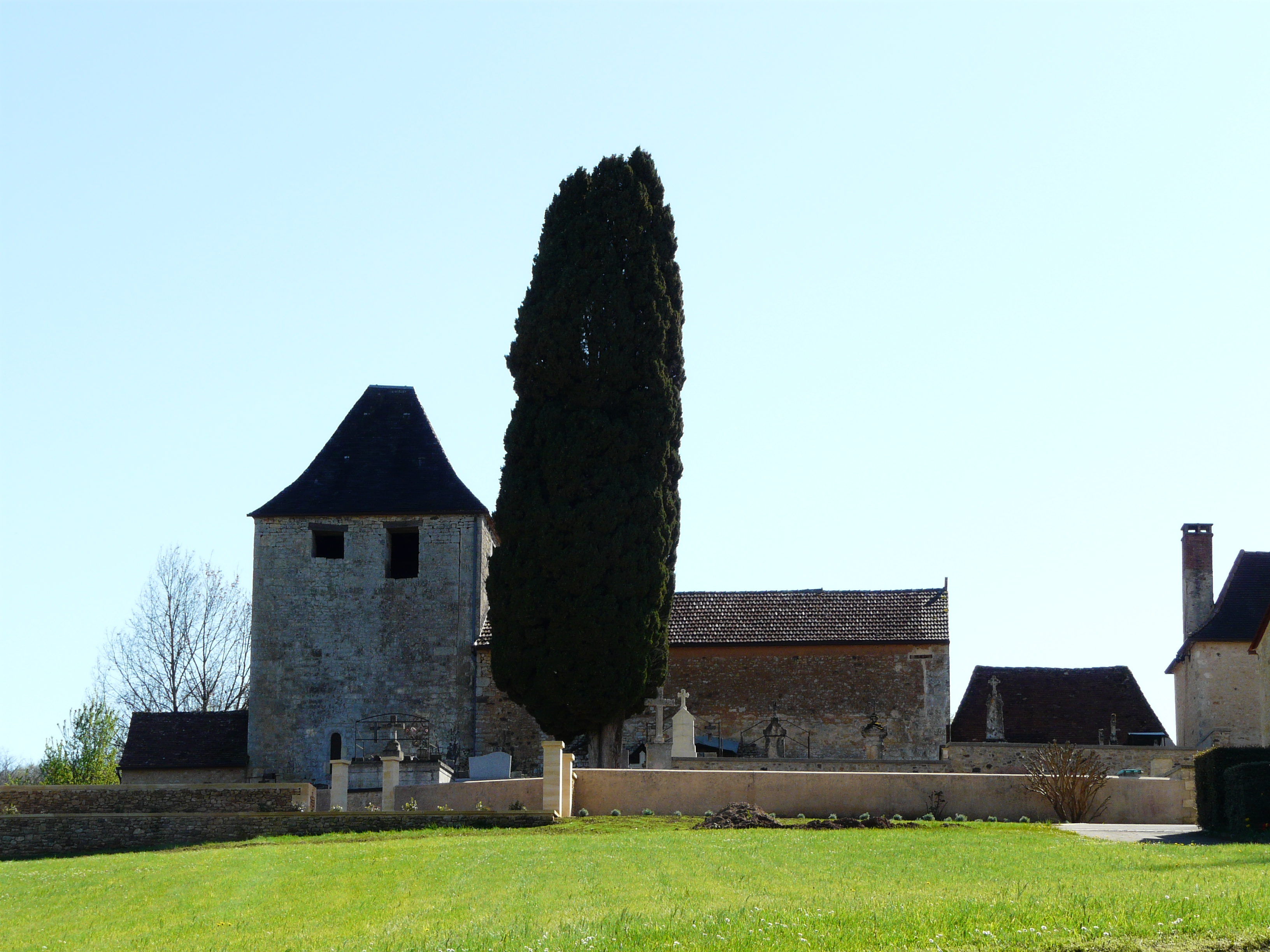
L'église Saint-Avit.
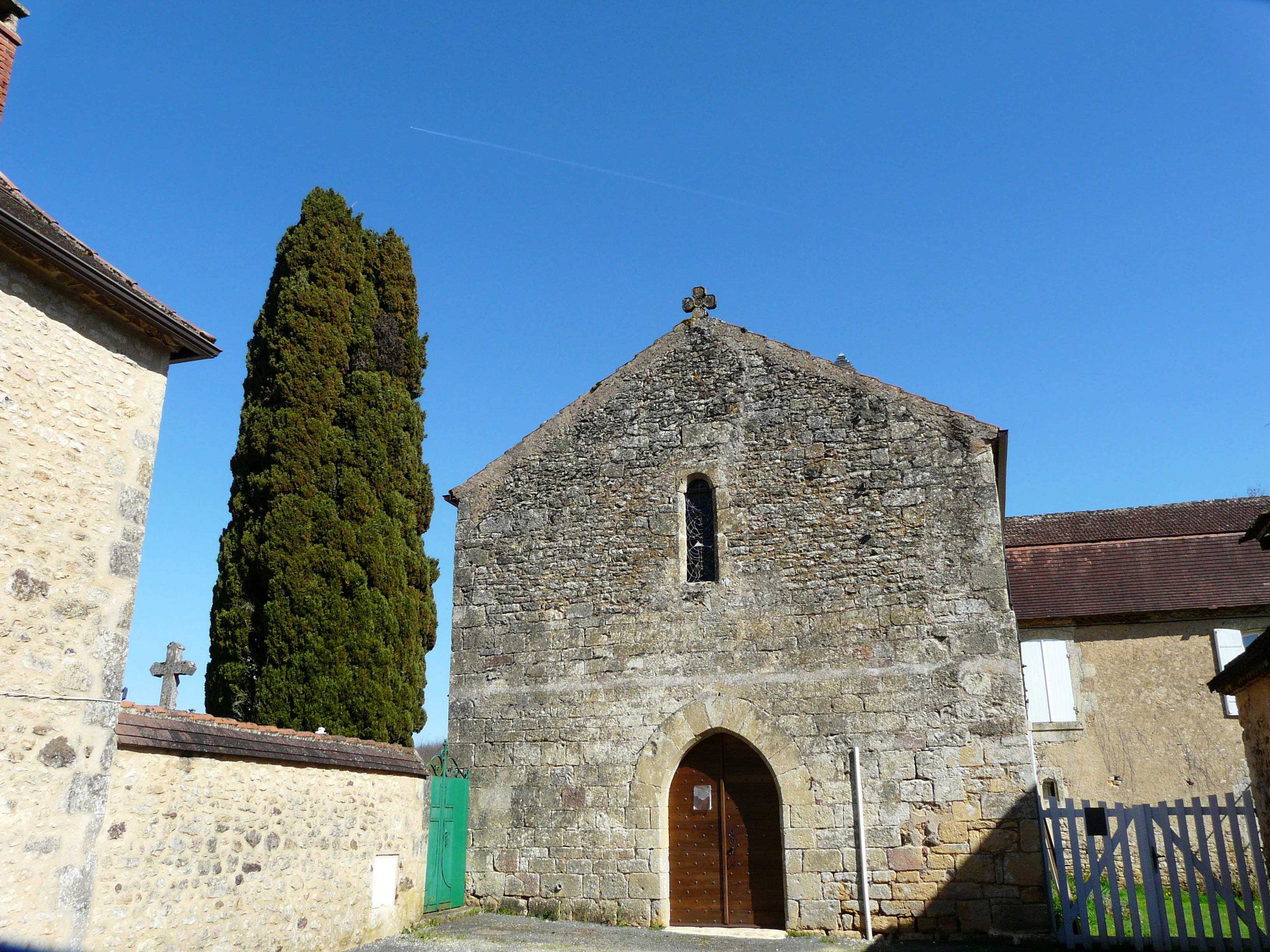
Sa façade occidentale.
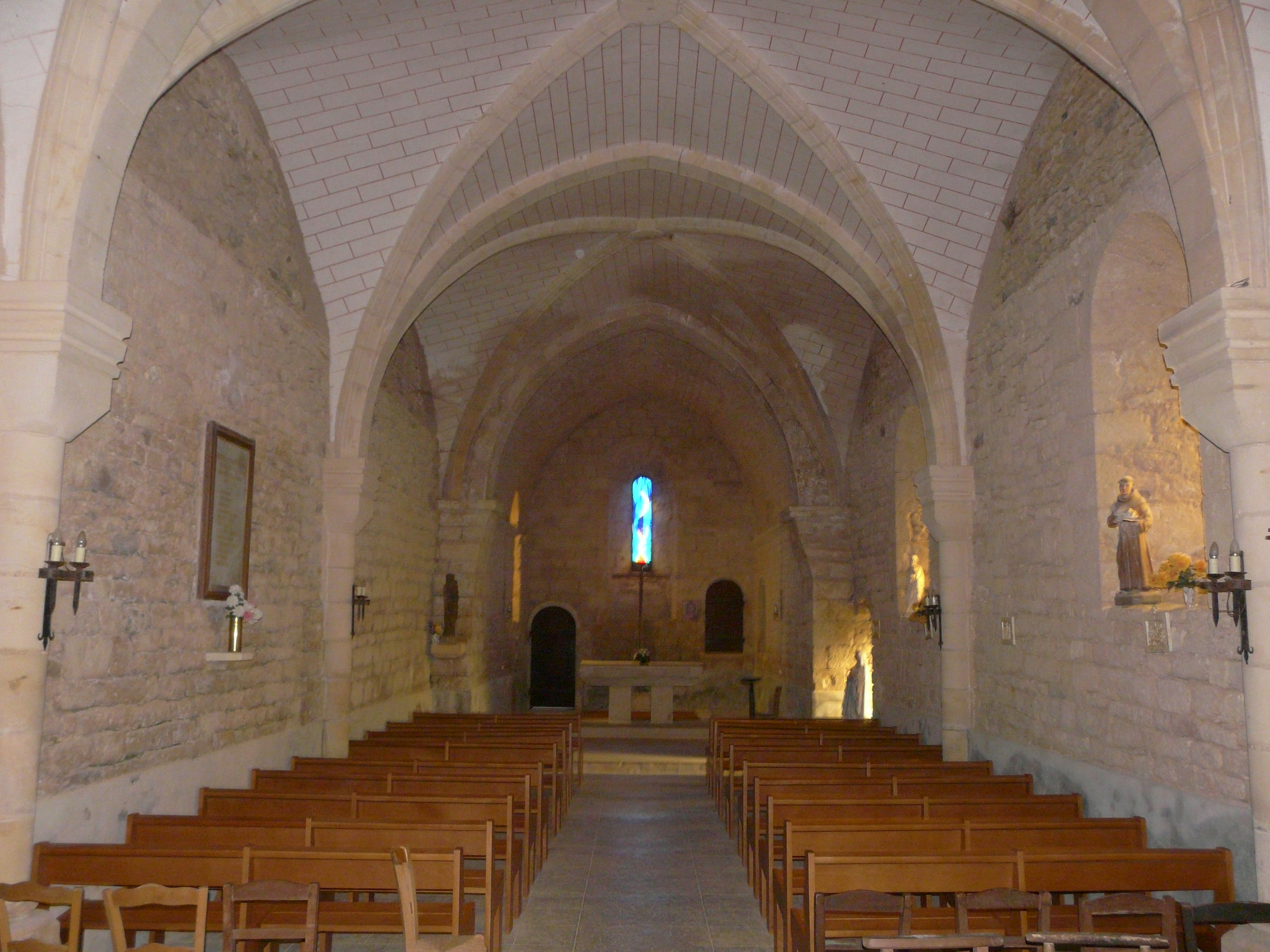
Sa nef.
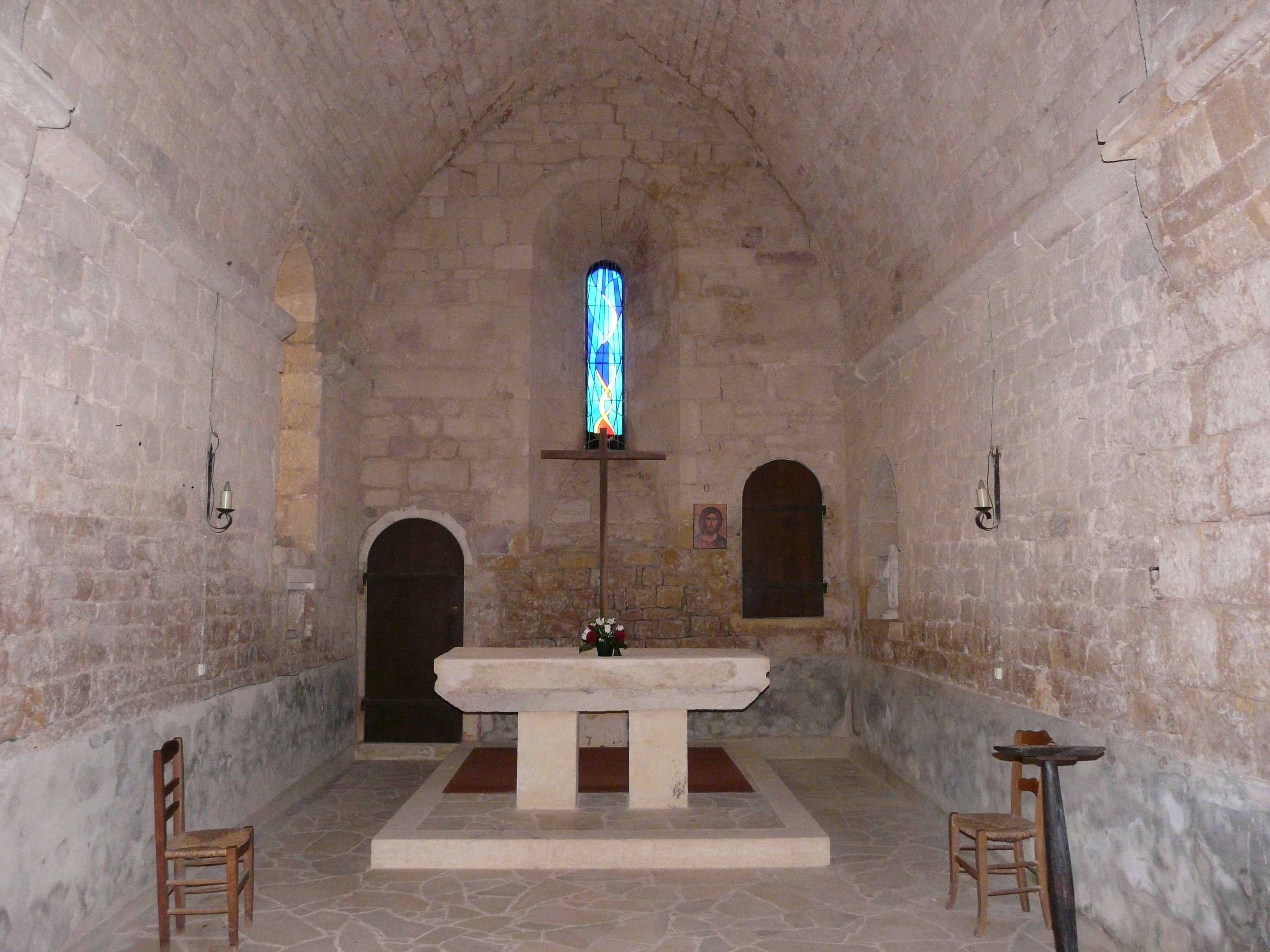
Son chœur.
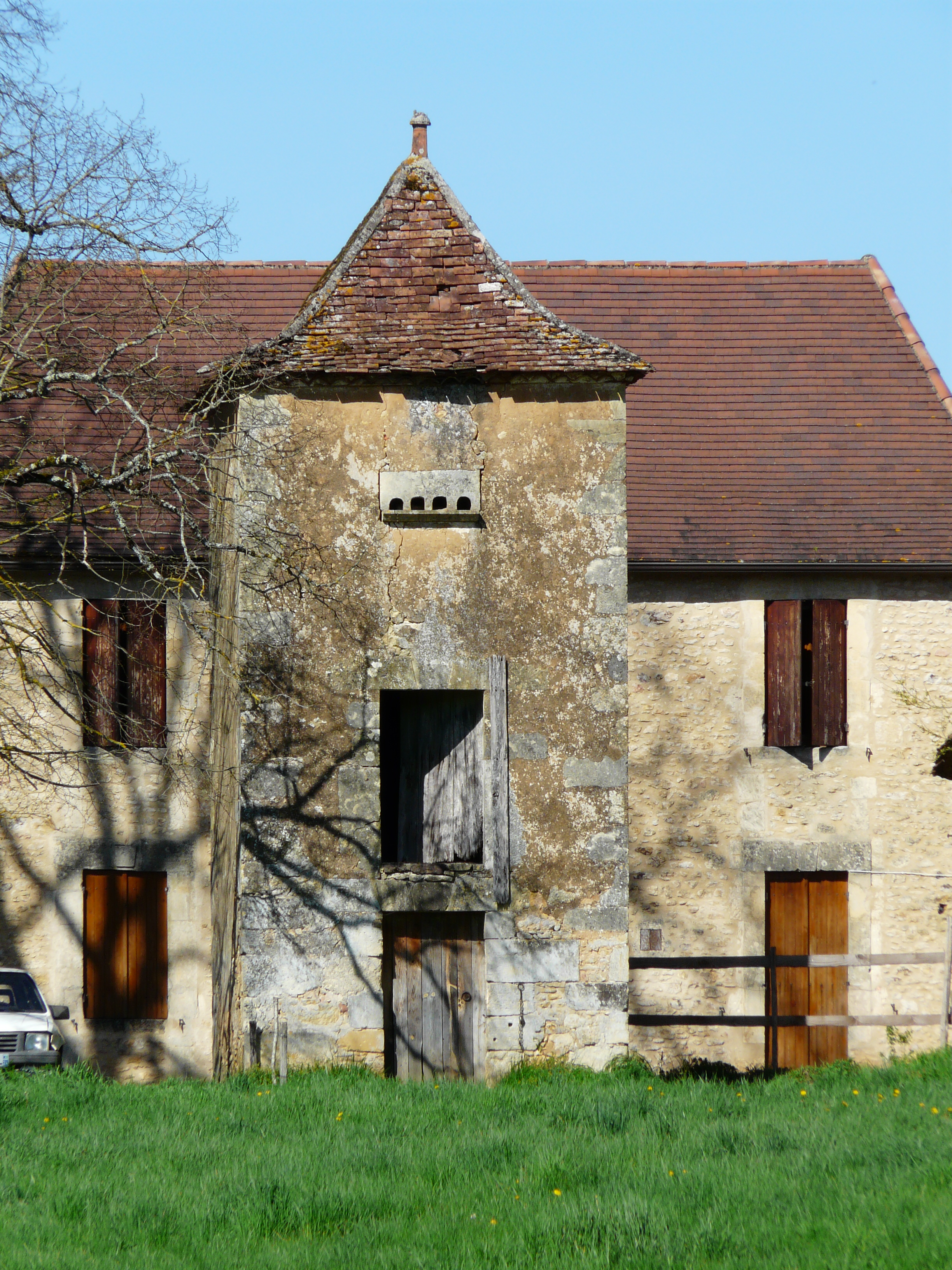
Pigeonnier à proximité de l'église.
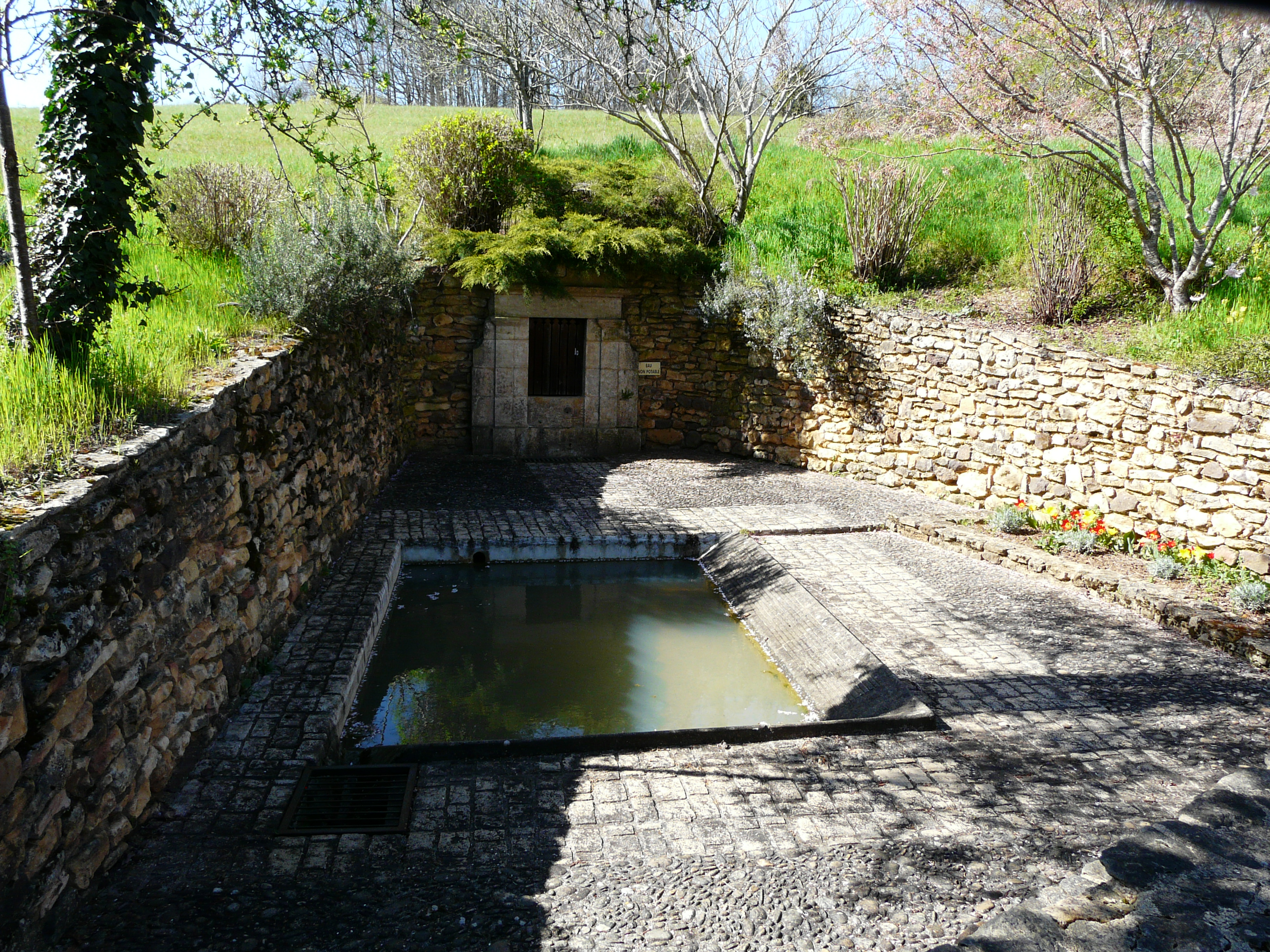
La fontaine et le lavoir.

### Héraldique
| Blason de Saint-Avit-de-Vialard | Blason  | D'azur au chevron d'or accompagné de trois étoiles du même. |
| Blason de Saint-Avit-de-Vialard | Détails | Statut officiel, blason présent sur le site de la commune.  |

## Pour approfondir